# Brixia pauliani
Brixia pauliani är en insektsart som beskrevs av Synave 1956. Brixia pauliani ingår i släktet Brixia och familjen kilstritar. Inga underarter finns listade i Catalogue of Life.